# Semmelweis Egyetem Idegsebészeti és Neurointervenciós Klinika
Az Idegsebészeti és Neurointervenciós Klinika (hétköznapi nevén Idegsebészeti Klinika), korábbi nevén Chevra Kadisa gyógyíthatatlan betegek otthona, a köznyelven Amerikai úti Kórház egy egészségügyi intézmény Zuglóban.

## Az épület
1907-ben a pesti zsidó betegek és szegények gondozásával foglalkozó, illetve temetéseket intéző Chevra Kadisa egyesület pályázatot írt ki gyógyíthatatlan betegek számára építendő kórházról. Az első díjat a fiatal zsidó építész, Lajta Béla nyerte el, aki később rávette az építőbizottságot, hogy ne kórház, hanem idősek otthona, „Szeretetház” épüljön a magukat ellátni nem tudók számára. Az első beadványi tervet 1909 őszén nyújtották be, míg a végleges terveket 1910-ben. Az építés munkája 1910–1911 között zajlott a Bloch és Hollitscher vállalat irányításával. Mára már mind az alaprajzi, mind a beadványi tervek megsemmisültek, így az eredeti (mára átépített) alaprajzi beosztásról csak feltételezések ismertek. Az épület E alakú: hosszú szára az Amerikai út tengelyével párhuzamos, középen a 2×2 dór oszlopos főbejárat mögött főlépcsőház nyúlik be a hátsó udvarba, míg az épület két végén ugyancsak 1-1, de az utca felé kiugró lépcsőház helyezkedik el. A szimmetrikus homlokzat öt részből áll: főbejárati rész, 1-1 melléklépcsőházi rész, illetve az ezeket összekötő 1-1, tetején loggiás oldalszárny. A középső rész tetején a tetőidomból kiemelt, közel egyenlő oldalú háromszögű oromfal fogja egybe. A melléklépcsőházszárnyak tetejét a népi építészetből átvett kontyos tetők zárják le.
Az épület belső része gazdagon díszített.
A Budapesti Hírlap 1911. májusi számában az ismeretlen cikkíró így méltatja az épületet: „A szeretetnek ez a háza otthona a művészetnek is, egy megtisztult, megnemesedett és minden csepp vérével magyar művészetnek. A tervező, Lajta Béla, egész tehetségét, tudását, fényes teknikai készségét, szívós kitartását egyetlen nagy célra tette föl: hogy megmutassa, miképpen lehet a népies magyar motívumokat fölfejleszteni a monumentalitásig, a nélkül, hogy akár e motívumok vesztenének eredetiségükből, akár a mű egészének nagyszerűsége, monumentális volta szenvedne. Törekvésének tökéletes, hiánytalan diadala ez a palota, a melyben az artisztikus egység és stilszerűség oly meglepőn olvad össze a célt szolgáló gyakorlati érzékkel. – A Szeretetház homlokzata megragadja a nézőt vonalainak eleven lendületével, a kompozíció eszmét kifejező erejével. A hármas beosztású front közepén egy Mózes-szobor áll nyugodt méltósággal. Teles Edének, a kiváló plasztikusnak alkotása. A páros oszlopu főbejárattól jobbra és balra egy-egy kapu vezet a férfi és a női osztályhoz. A homlokzat szélén magyaros izlésű, kiugró tornyok tetőzik be az épületet, az emeleteken barátságos loggiák bocsátják be széles kévékben a napfényt. Bent gondos tisztaságú, könnyen mosható fehér falak szolgálnak a higiéné legszigorúbb parancsszavának. A lépcsőházak, a kórtermek, az üdülő szobák fehér falait mindenütt eredeti és népies magyar ornamentumok díszítik. A szem alig tud betelni ezzel az egyszerű, csinos és magyaros ornamentikával, amely oly kézzelfogható és meggyőző világossággal oldja meg a problémát: miként válhatik a sokác vagy matyók, vagy torockói kézimunka vonalrendszere organikus részévé egy nagyszabású középületnek.” (részlet)

## Története
Az épület eredeti célja idős személyek gondozására alkalmas otthon létesítése volt. Ezt a cél szolgálta közel negyven éven át. Az első Nagy Imre-kormány 1953-as határozata nyomán a Országos Idegsebészeti Tudományos Intézet (OITI) létesítésének szándékával kapott új funkciót. Az intézmény a magyar idegsebészet vezető intézete 1953 óta. Az Országos Pszichiátriai és Neurológiai Intézet (OPNI) 2007-es bezárása után az egykori nagy múltú intézmény számos speciális szakellátási feladatát vette át. 2021 áprilisától az Nyírő Gyula kórházzal összevonásra került, ekkor az Országos Mentális, Ideggyógyászati és Idegsebészeti Intézet – Amerikai úti kórház nevet viselte. A jelenlegit pedig a 2024-es szétválasztás óta.

## Vezetői[2]
- Pásztor Emil (1975–1997) korábbi igazgató
- Főigazgató főorvos: med. habil. Dr. Erőss Loránd PhD
- Stratégiai és informatikai igazgató – főigazgató stratégiai helyettese: Dr. Horváth Lajos

## Érdekesség
Az épület szomszédságában (Amerikai út 53-55.) áll a szintén Lajta Béla által (de teljesen más stílusban) tervezett Mazsihisz Szeretetkórház, amelynek két épülete korábban A Pesti Chevra Kadisa Menedékháza és a Felnőtt Vakok Otthona nevet viselte.

## Galéria

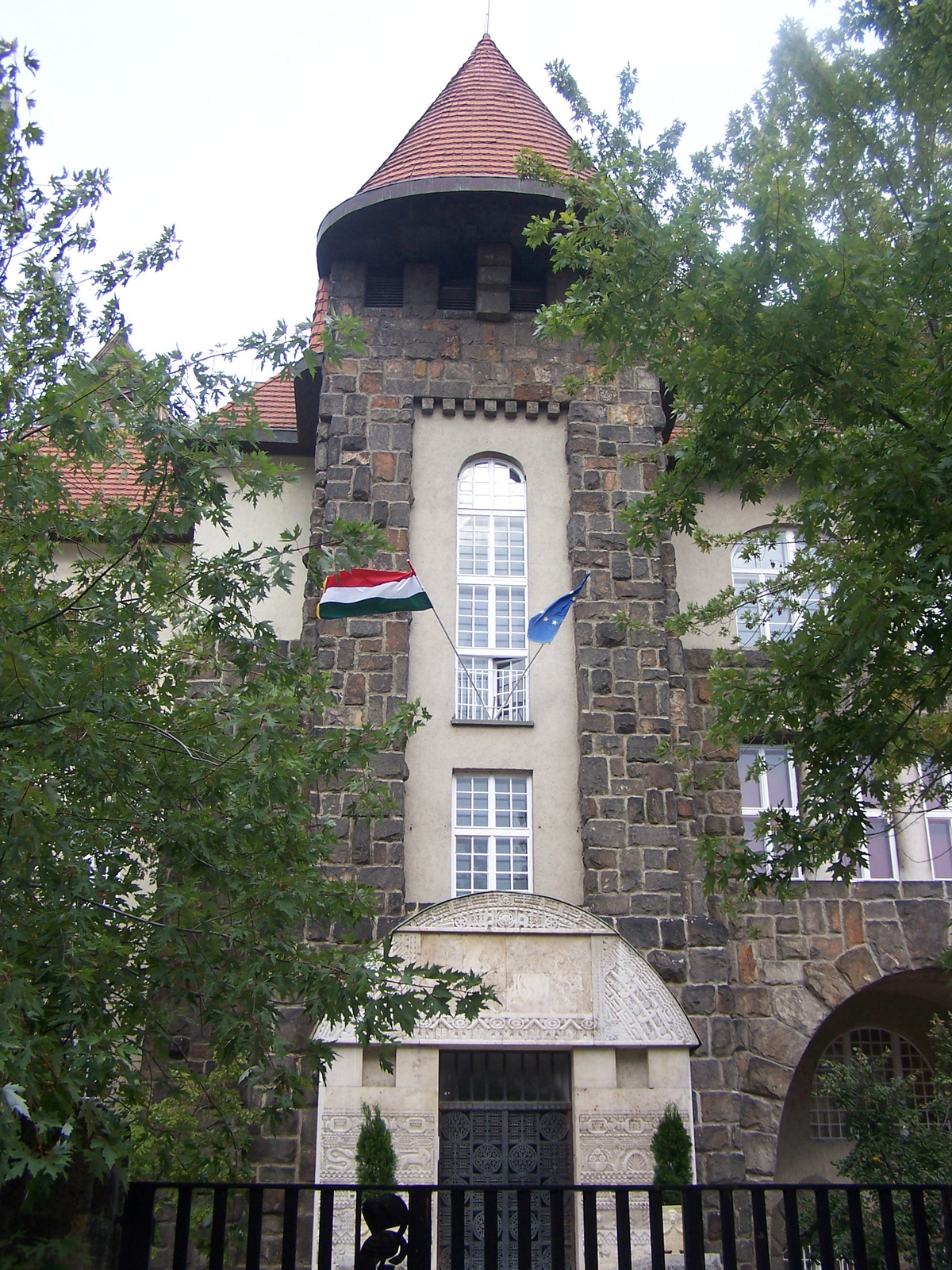
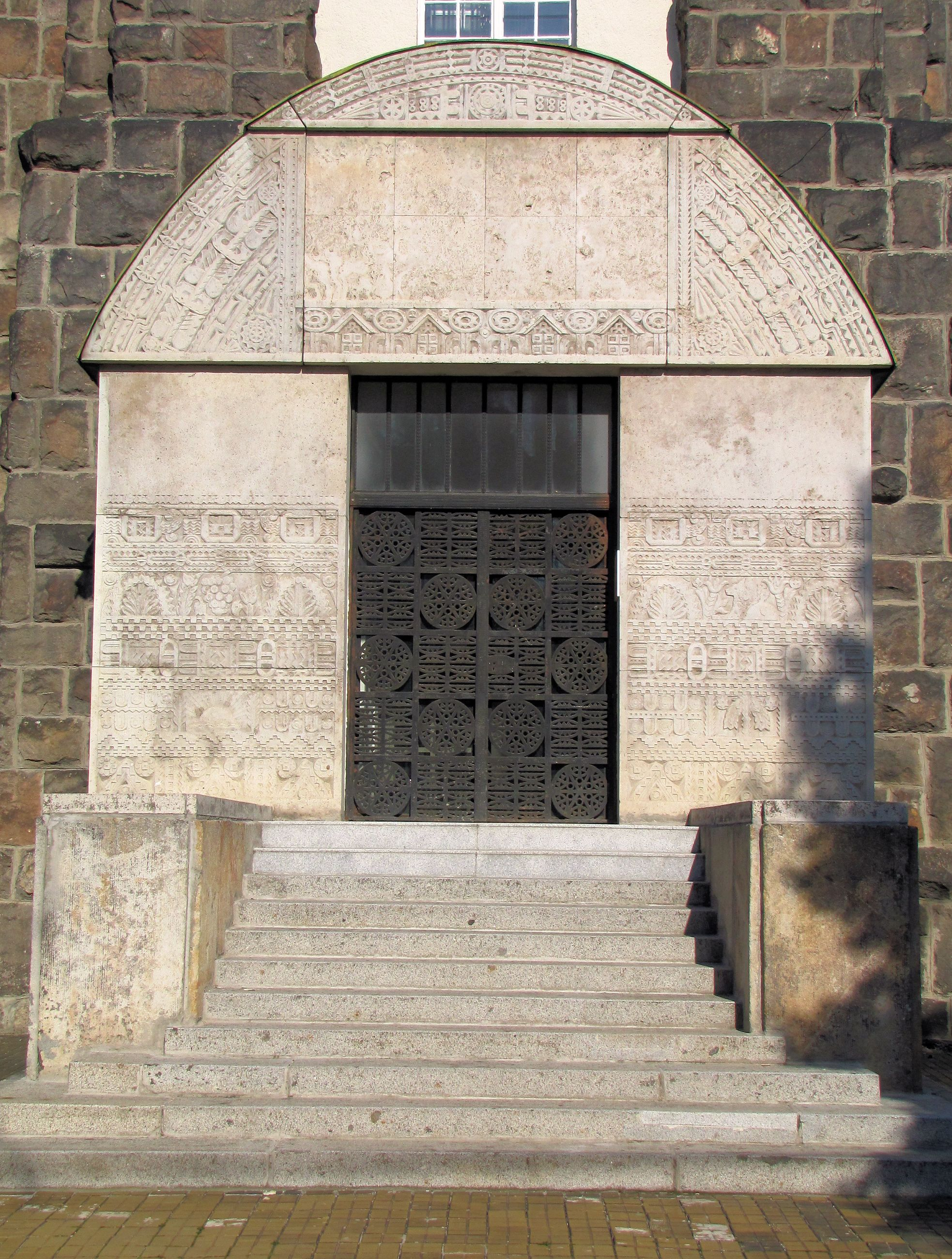
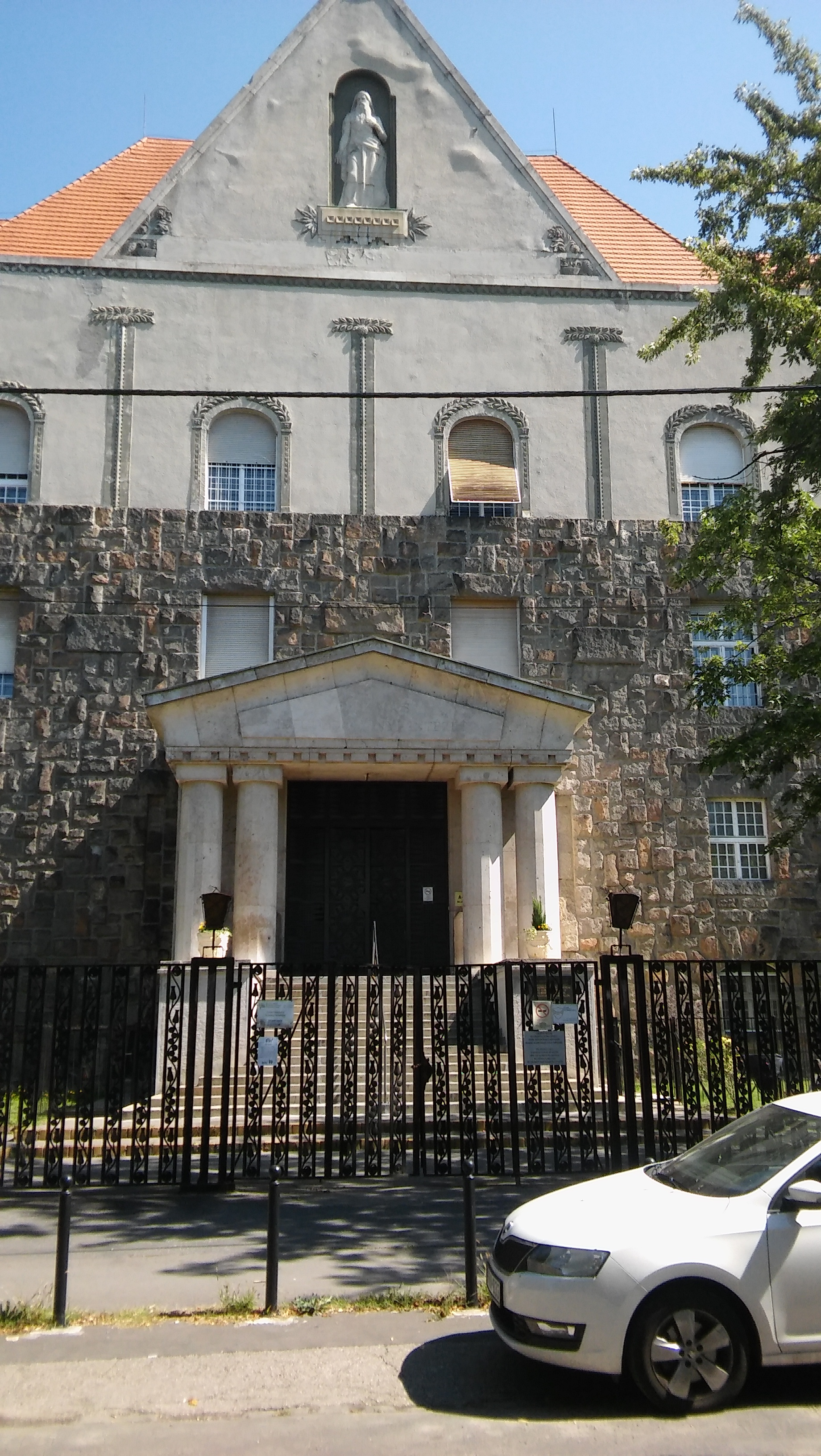
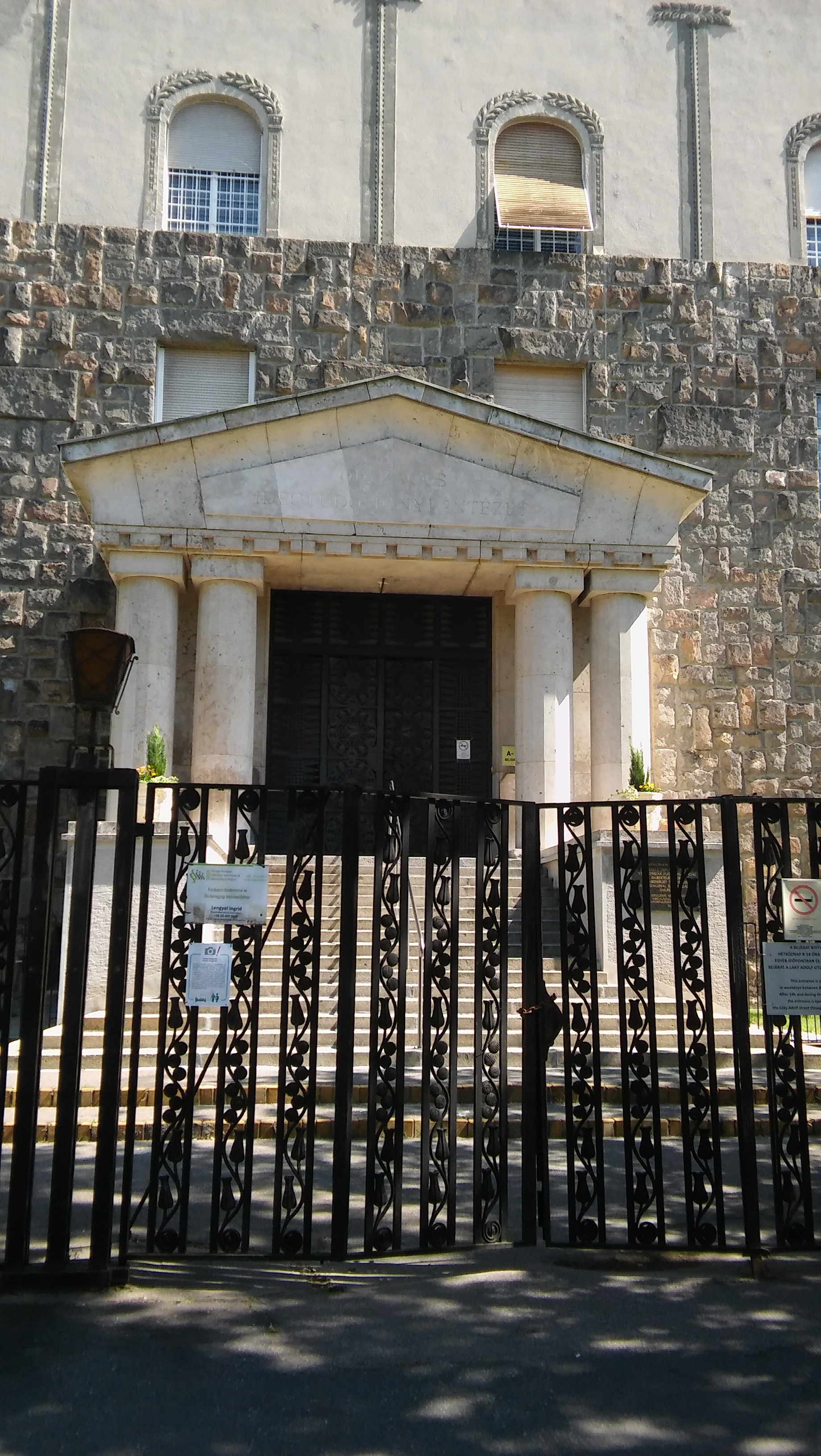
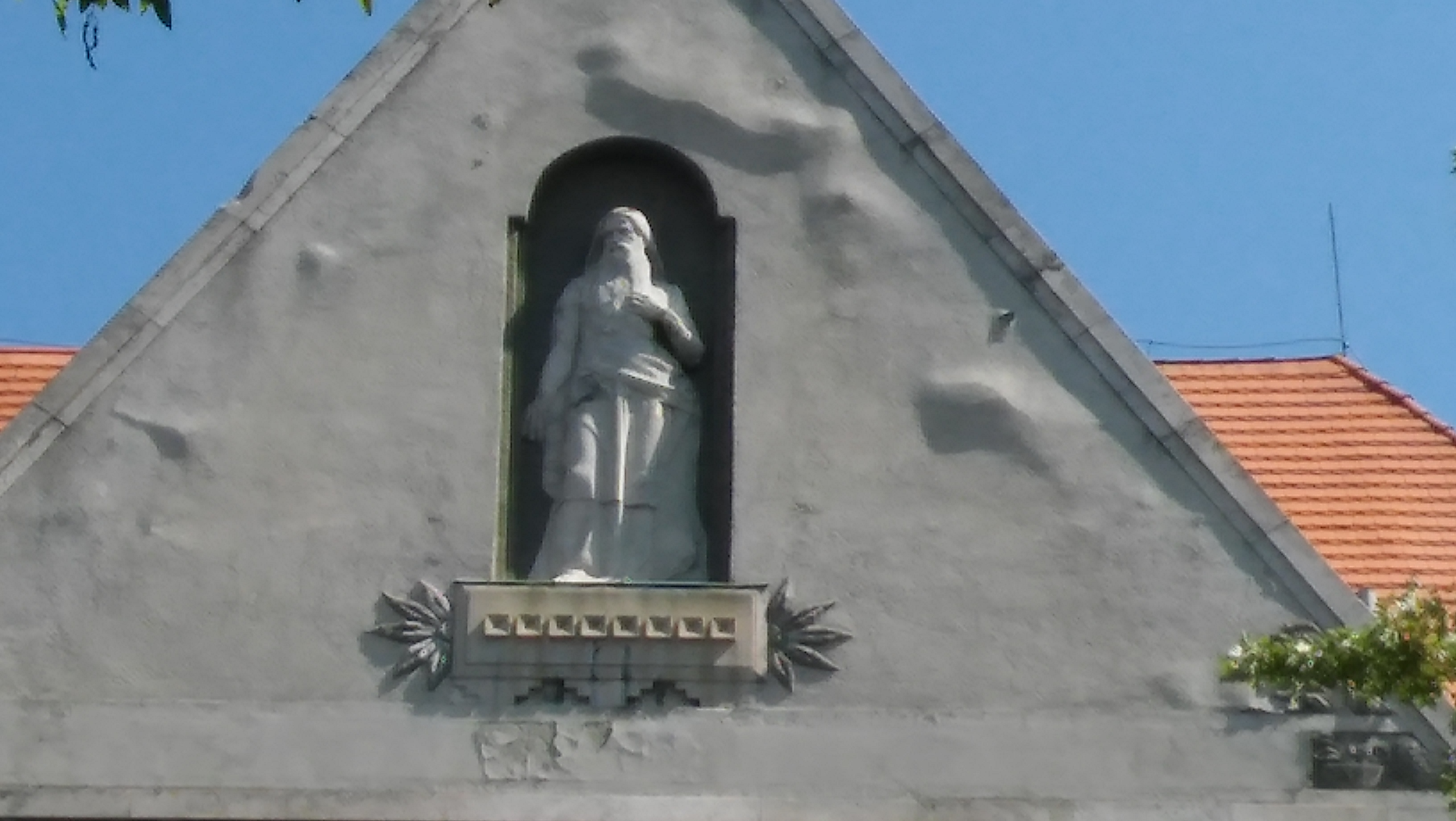
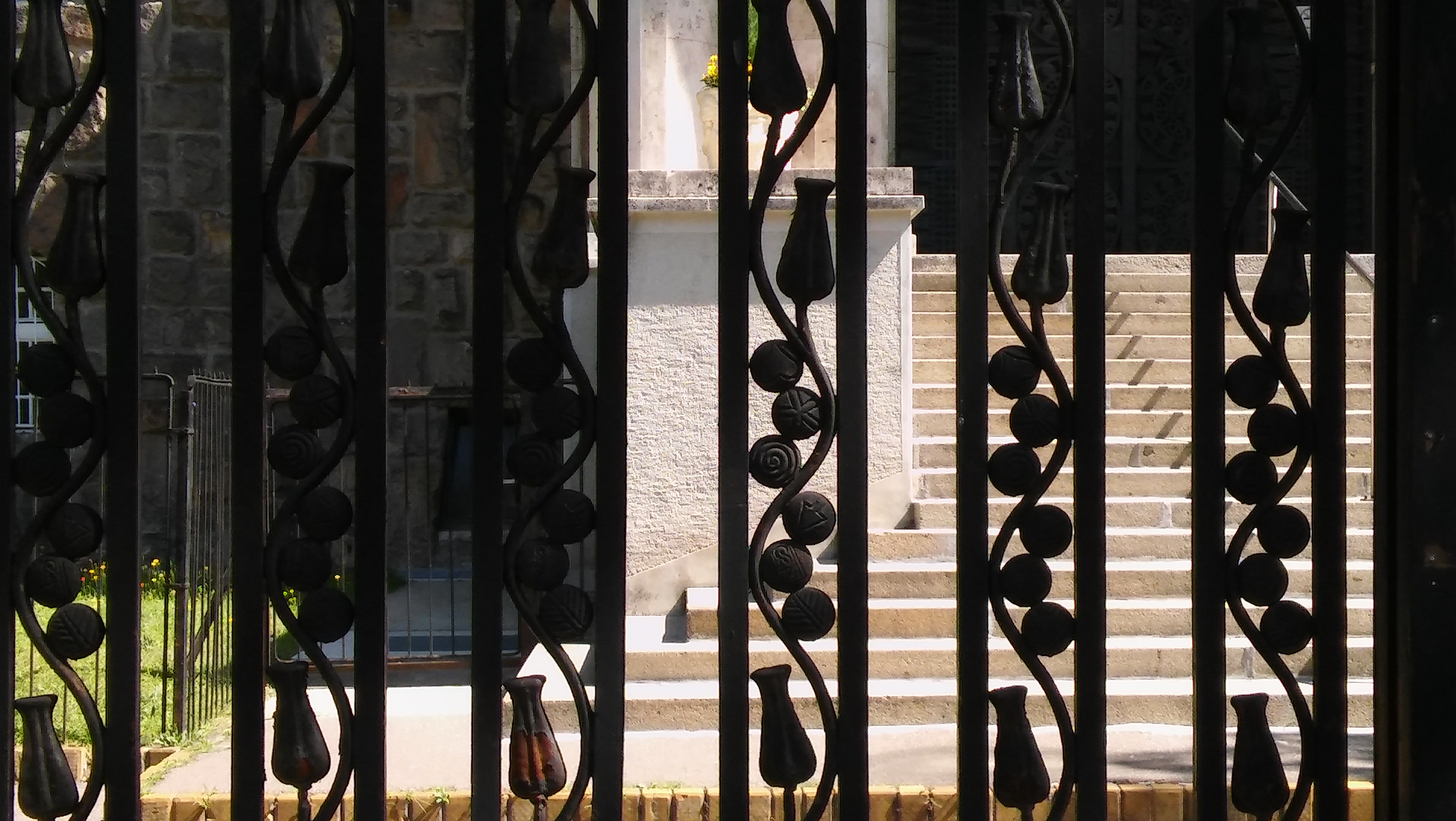
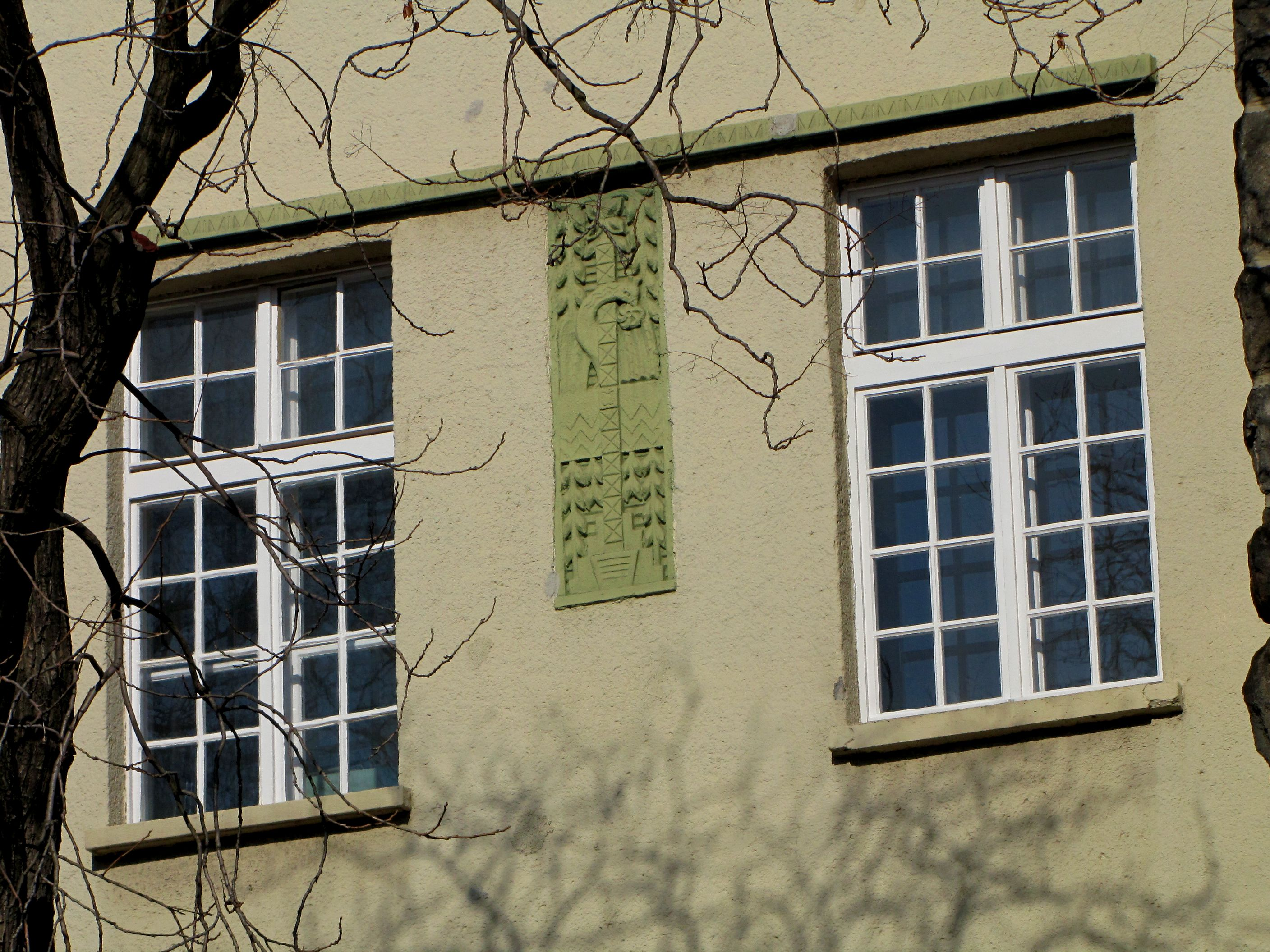